# ایکر گابرین
ایکر گابرین (انگلیسی: Iker Gabarain؛ زادهٔ ۲۱ مهٔ ۱۹۷۷) بازیکن فوتبال اهل اسپانیا است.